# رخ‌نمای کاربر

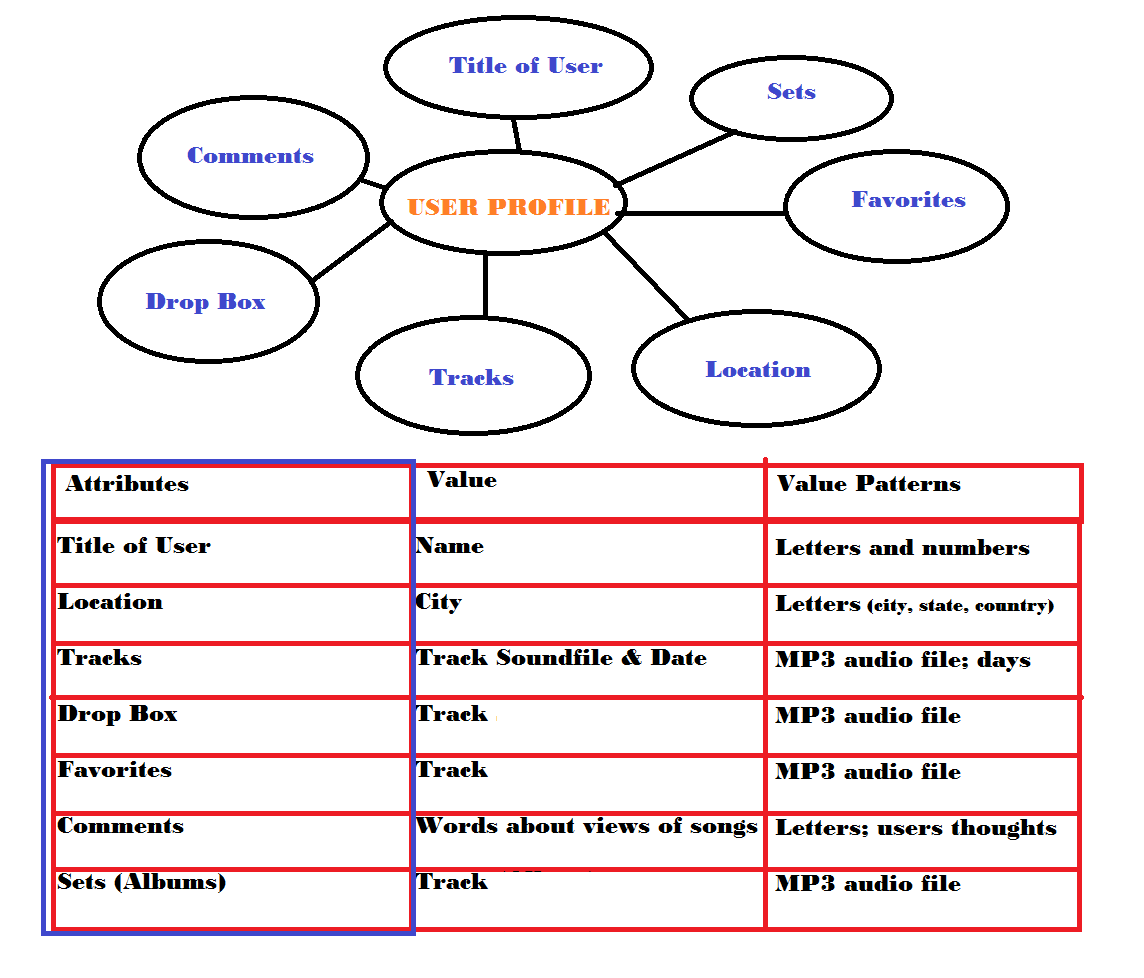
تصویری از الگوریتم یک پروفایل به صورت جزئی است.

رُخ‌نمای کاربر یا نمایه کاربر یا مشخصات کاربر یا پروفایل کاربر و یا نماگر (انگلیسی: User profile) نمایش تصویری از اطلاعات شخصی مرتبط با یک کاربر خاص یا مشخصات رایانه وی می‌باشد، که به هویت دیجیتال فرد اشاره می‌نماید. مشخصات را می‌توان برای توصیف شخص ذخیره کرد. این اطلاعات اغلب توسط سیستم‌ها، بمنظور توصیف خصوصیات و ترجیحات افراد مورد استفاده قرار می‌گیرد. پروفایل‌های کاربری در سیستم عامل‌ها، برنامه‌های کامپیوتری، سیستم‌های پیشنهاد دهنده یا وب سایت‌های پویا (مانند سایت‌های شبکه‌های اجتماعی آنلاین) مورد استفاده قرار می‌گیرند.